# Artabotrys oblanceolatus
Artabotrys oblanceolatus är en kirimojaväxtart som beskrevs av William Grant Craib. Artabotrys oblanceolatus ingår i släktet Artabotrys och familjen kirimojaväxter. Inga underarter finns listade i Catalogue of Life.